# 2422 Perovskaya
2422 Perovskaya este un asteroid din centura principală, descoperit pe 28 aprilie 1968 de Tamara Smirnova.